# Förslöv
Förslöv är en tätort i Båstads kommun och kyrkby i Förslövs socken i Skåne.

## Historia
Orten omnämndes som tidigast år 1289 i en dansk urkund med namnet Faerlöf. Orten kallades Förslövsholm från 1920 för att förhindra förväxling med orten Färlöv. Sedan 1970-talet har byn fått tillbaka namnet Förslöv. 

### Befolkningsutveckling
| Befolkningsutvecklingen i Förslöv 1960–2020 | Befolkningsutvecklingen i Förslöv 1960–2020 | Befolkningsutvecklingen i Förslöv 1960–2020 | Befolkningsutvecklingen i Förslöv 1960–2020 | Befolkningsutvecklingen i Förslöv 1960–2020 |
| --- | ------------------------------------------- | ------------------------------------------- | ------------------------------------------- | ------------------------------------------- |
| |                                             |                                             |                                             |                                             |
| År |                                             |                                             | Folkmängd                                   | Areal (ha)                                  |
| 1960 | 1960                                        |                                             | 747                                         |                                             |
| 1965 | 1965                                        |                                             | 847                                         |                                             |
| 1970 | 1970                                        |                                             | 1 195                                       |                                             |
| 1975 | 1975                                        |                                             | 1 505                                       |                                             |
| 1980 | 1980                                        |                                             | 1 618                                       |                                             |
| 1990 | 1990                                        |                                             | 1 961                                       | 161                                         |
| 1995 | 1995                                        |                                             | 2 062                                       | 171                                         |
| 2000 | 2000                                        |                                             | 2 058                                       | 177                                         |
| 2005 | 2005                                        |                                             | 1 998                                       | 180                                         |
| 2010 | 2010                                        |                                             | 2 085                                       | 184                                         |
| 2015 | 2015                                        |                                             | 2 386                                       | 274                                         |
| 2016 | 2016                                        |                                             | 2 400                                       | 274##                                       |
| 2020 | 2020                                        |                                             | 2 306                                       | 238                                         |
| Anm.: Namnändring 1975 från Förslövsholm till Förslöv. 2015 och 2018 ingick Grevie kyrkby ## Arean 31 december 2016, 2017 och 2018 fortsatt samma som avgränsades som tätort 2015. |                                             |                                             |                                             |                                             |

## Samhället
I Förslöv finns Förslövs kyrka, en idrottsplats och även en idrottshall där innebandy är mycket populärt. I samhället finns också en brandstation med deltidsanställda brandmän. Här finns storföretag som PEAB och Lindab. Det finns även en bensinmack med bilverkstad, matbutiker, restaurang och andra bygg- och hantverksföretag.
Stationen i Förslöv ligger vid södra ingången till Hallandsåstunneln. Den invigdes i samband med att tunneln öppnades.

## Kultur
Båstads Teaterförening har föreställningar på bland annat Bygdegården. Båstad kulturskola ligger här.